# Lupinus breweri
Lupinus breweri är en ärtväxtart som beskrevs av Asa Gray. Lupinus breweri ingår i släktet lupiner, och familjen ärtväxter. IUCN kategoriserar arten globalt som livskraftig.

## Underarter
Arten delas in i följande underarter:
- L. b. breweri
- L. b. bryoides
- L. b. grandiflorus
- L. b. parvulus

## Bildgalleri

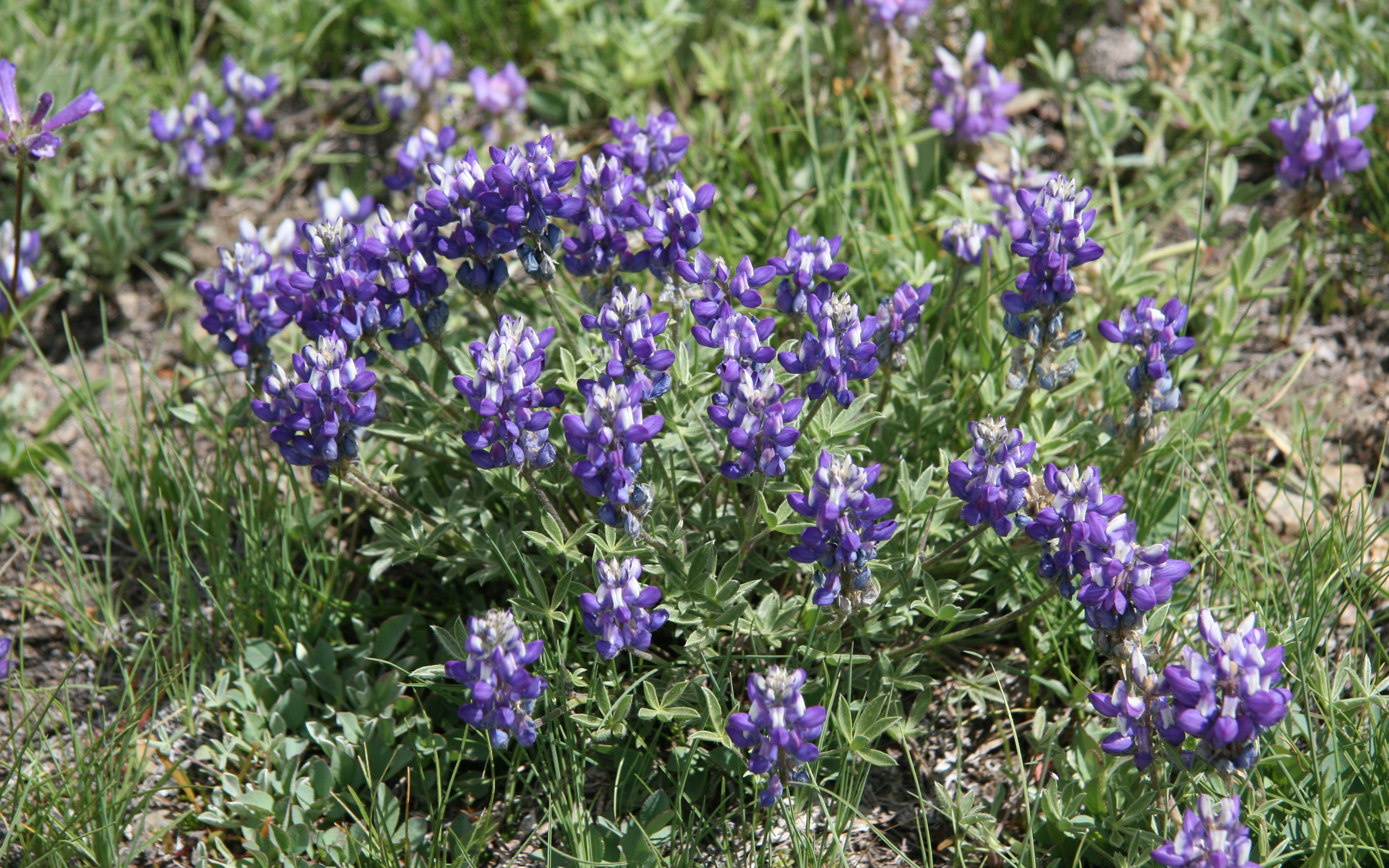